# اللباس الوطني الكرواتي

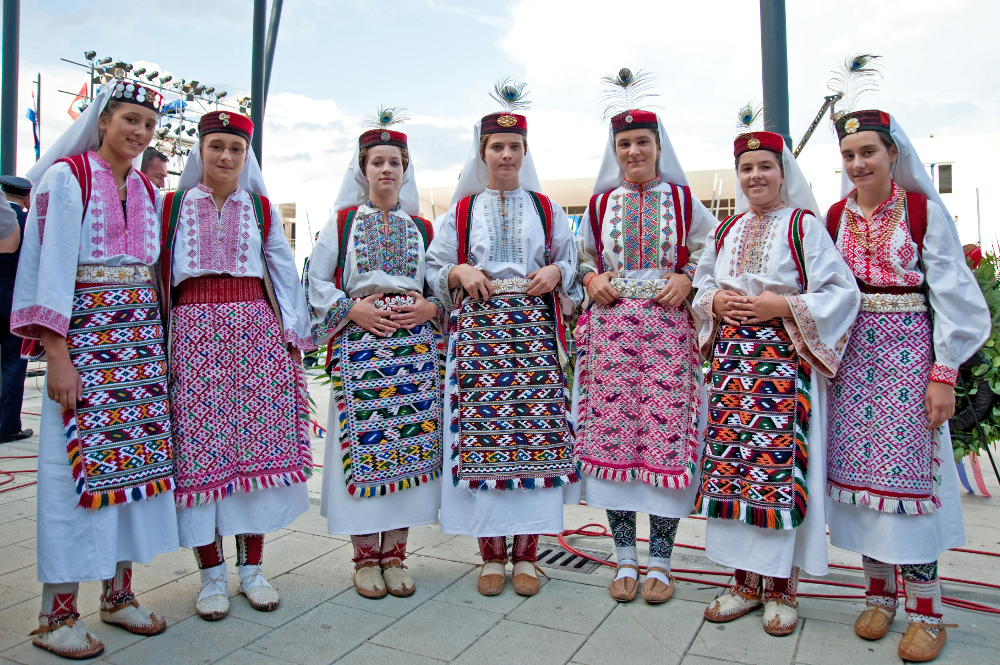
الزي الوطني الكرواتي من فرليكا.

يشير اللباس الوطني الكرواتي، المعروف أيضًا باسم الزي الوطني الكرواتي أو اللباس الكرواتي، إلى الملابس التقليدية التي يرتديها الكروات الذين يعيشون في كرواتيا، البوسنة والهرسك وصربيا مع مجتمعات أصغر في المجر، النمسا، الجبل الأسود ورومانيا. اليوم يرتدي الكروات الملابس ذات النمط الغربي على أساس يومي، غالبًا ما يتم ارتداء الأزياء الوطنية فيما يتعلق بالمناسبات والاحتفالات الخاصة، في الغالب في المهرجانات العرقية، الأعياد الدينية وحفلات الزفاف، ومن خلال مجموعات الرقص التي ترقص الكولو الكرواتي التقليدي.
لكل منطقة ثقافية وجغرافية مجموعة متنوعة خاصة بها من الأزياء التي تختلف في الأسلوب، المادة، اللون والشكل. تأثرت الكثير من هذه الأزياء الإقليمية بوجود الإمبراطورية النمساوية المجرية، الألمانية، الإيطالية أو العثمانية، بسبب القوة التي تحكم المنطقة.